# 火星隕石
火星隕石是在行星火星上形成，但因為被小行星或彗星撞擊而從火星拋射出並墜落到地球上的岩石。截至2014年3月3日，在地球上發現的隕石已經超過6萬顆，但被確認是來自火星的僅有132顆。這些隕石被認為來自火星，是因為它們有與太空船在火星上分析的岩石和氣體有著相似的元素和同位素組成。在2013年10月17日，美國國家航空暨太空總署提出報告說，基於好奇號對火星大氣層的氬氣所做的分析，在地球上發現的一些火星隕石已被確認確實是來自火星。
這一個條目不是在火星上發現的隕石，例如隔熱罩岩。
在2013年1月3日，NASA報告說，2011年在撒哈拉沙漠發現，被命名為NWA 7034（暱稱為"黑美人"）的隕石，被確認是來自火星，並發現含有的水量十倍於在地球上其他地區發現的火星隕石。測量這顆隕石形成的年代是21億年前，相當於火星上的亞馬遜地質時期。

## 歷史
在1980年代早期，已經知道SNC（Shergottites, Nakhlites, Chassignites）隕石集團與大多數其他類型的隕石有著很明顯的不同。這些差異包括形成年齡、不同的氧同位素組成、存在水溶液風化的產物，和一些與1976年維京太空船在火星表面分析的岩石有著相似的化學成分。一些工作人員（就是史密斯等人）認為這些微跡証暗示SNC隕石來自一個較大的母體，最可能的就是火星和特賴曼（Treiman）等人。然後在1983年，被困在形成玻璃的EET79001隕石中的各種氣體與維京太空船分析的火星氣體非常相似。這些受困的氣體提供了這些隕石是來自火星的直接證據。在2000年，特賴曼、格里森和博加德的一篇論文針對所有的SNC隕石（當時已經找到14顆SNC隕石）所做的調查參數，得到的結論是SNC隕石來自火星。它們寫道："可能只有很小的可能性，SNC隕石不是來自火星。如果它們是來自其他行星的天體，而現在所了解的是它們實質上是與火星相同的。"

## 分類

火星隕石分為3類（橙色）和2組子群（黃色）。SHE=輝玻無粒隕石、NAK=輝橄無粒隕石、CHA=純橄無粒隕石、OPX=直輝石岩（ALH 84001）、BBR=玄武岩角礫岩（NWA 7034）。

迄2013年1月9日，已經找到114顆來自火星的隕石。其中111顆被分類為3類罕見的無粒隕石：輝玻無粒隕石（96）、輝橄無粒隕石（13），純橄無粒隕石（2），還有3顆為其它類型（包括奇怪的隕石，艾倫山84001，通常被放置在特別的"OPX群"）。因此，所有的火星隕石通常就被稱為SNC群。它們的同位素比率是相互一致的，但和地球的不相同。各類型的名稱則衍生於各類型被發現的第一顆隕石所在的地點：印度的谢尔卡蒂（Shergotty）、埃及的納赫拉（Nakhla）及法國沙西尼（Chassigny）。

### 輝玻無粒隕石（Shergottites）
所有的火星隕石大約有五分之四以上可以歸類為輝玻無粒隕石。它們通常被稱為谢尔卡蒂隕石，因為第一顆是於1865年墜落在印度的谢尔卡蒂。谢尔卡蒂隕石是鎂鐵質到超鎂鐵質的岩質火成岩。它們被分成三個主要的組：玄武岩的、斑壯的橄欖石（例如，2011年在摩洛哥Tissint發現的）和二輝橄欖岩的谢尔卡蒂隕石。分類的依據為晶體的大小和礦物的內容，或者可以依據所函有的稀土元素分成三至四個子群。這兩個分類系統彼此間沒有關聯性，暗示形成谢尔卡蒂隕石的岩石和岩漿有著不同的來源，彼此間的關聯性是很複雜的。

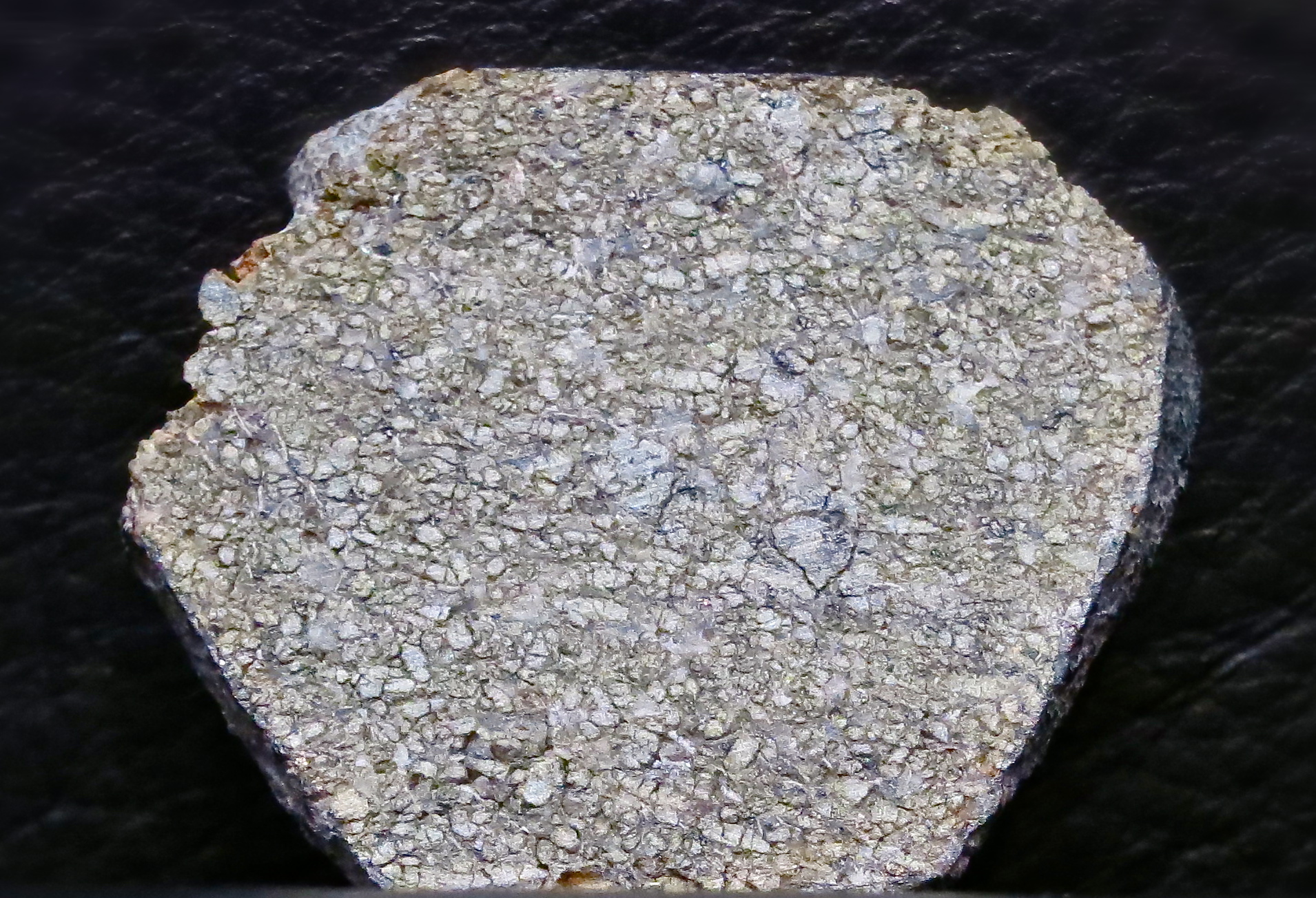
NWA 6963是2011年9月在摩洛哥發現的谢尔卡蒂隕石

分析谢尔卡蒂隕石的結晶，看來它們形成於一億八千萬年前，考量到火星表面形成的時期和火星本身規模之小，這樣年輕的年齡令人驚訝。因此，有人主張谢尔卡蒂隕石的年齡更該更為古老。在"谢尔卡蒂年齡悖論"未能解決之前，這仍是一個活躍的辯論和研究的領域。
對宇宙射線的分析顯示在太空中暴露了250-360萬年。也有含玄武岩的輝玻無粒隕石，其中有些顯示（從水合碳酸和硫酸的存在）在進入太空之前曾暴露在水中。
直徑58.5公里的大小，有300萬年老的莫哈韋是在火星上最年輕的隕石坑，被確認為谢尔卡蒂隕石的來源。

### 輝橄無粒隕石（Nakhlites）

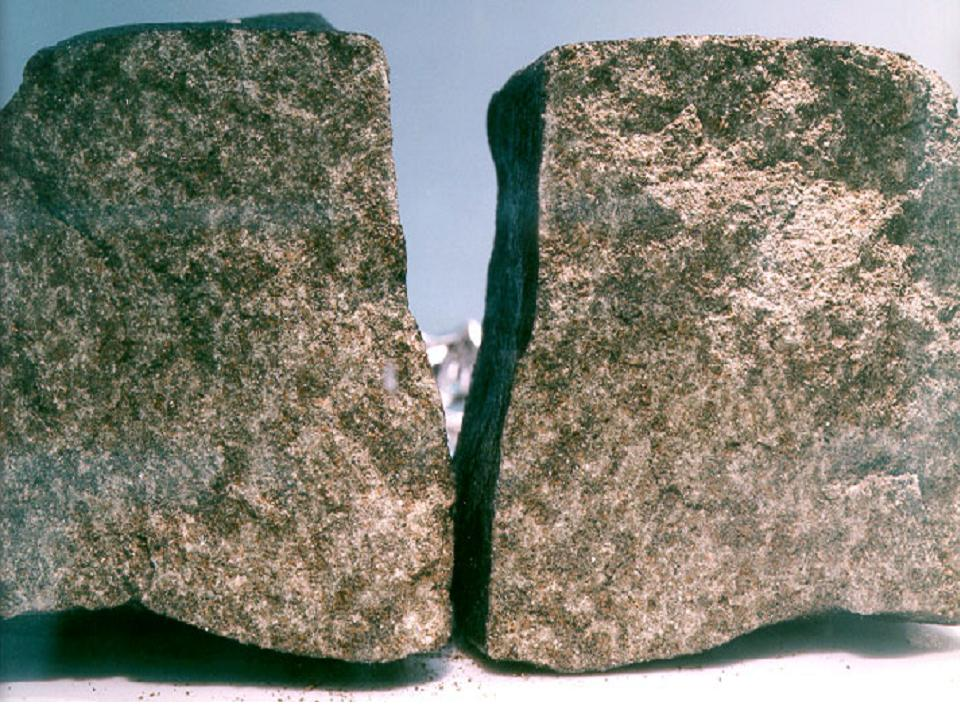
奈克拉隕石的兩側和它在1998年被打破後的內壁

奈克拉隕石的名稱來自在1911年墜落在埃及亞歷山大的奈克拉的隕石，估計其重量約為10公斤。
輝橄無粒隕石富含輝石的火成岩，大約是13億年前從岩漿形成的玄武岩，它們包含普通輝石和橄欖石結晶。以它們結晶化的年齡，與火星上不同區域的火山口比較地質年齡，認為輝橄無粒隕石來自大的火山結構，可能是塔爾西斯（Tharsis）、埃律西昂（Elysium）或大瑟提斯（Syrtis Major）。
它也顯示輝橄無粒隕石在6億2千萬年前是處在充滿液態水的環境中，大約在1,075萬年前才從火星濺射出來，並且至少已經落在地球上10,000年了。

### 純橄無球隕石（Chassignites）
第一顆純橄無球隕石，沙西尼隕石，於1815年在法國上马恩省的沙西尼被發現。迄今已被發現的另一顆此種隕石被命名為NWA 2737，是2000年8月在西北非洲的摩洛哥或西撒哈拉，被隕石獵人Bruno Fectay和Carine Bidaut發現的，當時的臨時名稱是狄德羅（Diderot），並展示給貝克等人觀看。在礦物學上的分析，主要是追蹤化學元素，像是氧同位素，顯示它是來自火星，並與傑辛喜隕石有明顯的親緣關係。

### 其他類型
著名的標本，ALH 84001是不同類型的火星隕石：它是直輝石岩（orthopyroxenite），一種以直輝石類為主要成分的火成岩。這顆隕石因為電子顯微鏡下的結構影像出現類似細菌殘骸的化石，可能曾有生命的跡象，而受到大量的關注。但是，大多數的專家認為微化石不足以表明是火星的生物，並且可能是受到地球生物薄膜的汙染，而且還不能證明它們是如何形成的。ALH 84001比SNC群更為古老，可以追溯到火星形成時的45億年前。在這方面，它類似於典型的隕石，而不像SNC群所有的成員，都只有13億年的年齡。
在2004年3月，於1980年3月12日墜落在葉門前蘇聯軍事基地，獨一無二的凱頓隕石，被認為是起源於火星的衛星弗伯斯i，因為弗伯斯有與小行星相似的球粒隕石，而凱頓隕石是球粒隕石，凱頓嚴格來說不是火星隕石，但是，它可能包含小片來自火星的碎片。
2013年1月3日，NASA宣布確認於2011年在撒哈拉沙漠發現的隕石NWA 7034（暱稱「黑美人」）來自火星，並且所含水量是其他在地球上發現的火星隕石十倍。該隕石的年齡為21億年，年代屬於亞馬遜紀。

## 起源
以地質學的標準來看，主要的SNC隕石都很年輕，似乎意味著數億年前的火星上有火山活動，對宇宙射線的追蹤顯示在太空中的時間也很短暫（300萬至350萬年）。在火星上沒有巨大且年輕的隕石坑可已被斷定是SNC隕石的來源，但最近的研究聲稱已經找到ALH84001的出處，並且還有輝玻無球隕石的來源。

## 生物的可能證據
已經在三顆隕石上找到可能疑似生物的痕跡。
- 在埃及靠近纳赫拉（El-Nakhla）地方有一顆13億年的隕石，看起來有類似地球細菌的模糊的小結構，比為人熟知的艾倫山隕石細菌更像[來源請求]。

- 來自印度谢尔卡蒂，年齡為1億6500萬的隕石，仍在分析中。

- 在南極洲艾倫山發現，年齡為45億歲的ALH84001，似乎是在1600萬年前從火星濺射出來，大約在13000年前抵達地球。岩石的裂縫中充滿36億至40億年前的碳酸鹽物質，在離開表面數層的內部已經被證實有多環芳香族碳氫化合物（PAHs）。其他的南極隕石沒有多環芳烴，而人造的汙染頂多是出現在表面。幾種地球上的礦物會有填充與儲存在裂縫中的階段，特別是，鐵沉積成為磁鐵，被認為是地球上生物沉積的典型。也有一些小型的卵形物和管狀物結構，可能是在裂縫中的奈米細菌化石被碳酸鹽物質填滿造成的（McKay、Gibson、Thomas-Keprta、Zare等研究員）。

微古生物學家索普福，描述幾個重要的地面細菌組合，檢查ALH84001，指出結構實在太小，不足以容納細菌，特別是像地球上的生命形態。物件的大小是符合地球上的奈米細菌，但是奈米細菌本身是否存在仍是有爭議的。
在2002年8月，一個由美國國家航空暨太空總署Thomas-Keptra領導的團隊發表的研究論文指出，ALH84001的磁鐵有25%是小形的，在結晶體中的晶體大小應該是均勻一致的，在地球上，這只能解釋是與生物活動相關的程序。這種材料的其餘部分顯示為正常的無機磁，萃取技術不允許確定是否是預期中的生物磁辭組織。

## 外部連結
- 火星隕石首頁 （页面存档备份，存于）（JPL，英文資料）
- Anatomy of A Martian Meteorite Poster and Information Packet
- 火星隕石的問題 （页面存档备份，存于）（英文資料）
- 在行星科學研究所的火星隕石論文 （页面存档备份，存于）（英文資料）